# Pot of Gold (The Game)
Pot of Gold è un singolo del rapper statunitense The Game a cui collabora il cantante R&B Chris Brown, il secondo estratto dal quarto album in studio The R.E.D. Album e pubblicato il 28 giugno 2011.

## La canzone
Pot of Gold è stato scritto da Game, Chris Brown e Sam Hook, ed è stato prodotto dal duo di Los Angeles The Futuristics. Il brano utilizza inoltre un campionamento di Rocketship, brano del 1997 del gruppo rock Güster.

## Tracce
- Download digitale[2]

1. Pot of Gold featuring Chris Brown – 3:25

## Classifiche
| Classifica (2011)               | Posizione massima |
| ------------------------------- | ----------------- |
| Belgio (Fiandre)                | 25                |
| Polonia                         | 4                 |
| Svizzera                        | 72                |
| Regno Unito                     | 58                |
| Billboard Hot R&B/Hip-Hop Songs | 53                |